# Malik Rukn al-Din Mahmud
Malik Rukn al-Din Mahmud fou un príncep mihrabànida, que va governar com a malik el Sistan occidental.
En el darrer període del regnat del seu pare Malik Nasir al-Din Muhammad, Rukn al-Din Mahmud i el seu pare, que mai havien estat en bons termes, es van enfrontar obertament. Rukn al-Din va haver de fugir al Kuhistan i després va establir la seva base de poder a la frontera amb el Kirman iniciant ràtzies contra Sistan. Un exèrcit enviat pel seu pare a sotmetre'l fou derrotat i finalment Nasir al-Din Muhammad va decidir fer les paus amb el seu fill al que va donar la ciutadella de Zarandj i diverses fortaleses.
Però aviat se'n va penedir i va atacar a Rukn al-Din que va haver de fugir del Sistan temporalment. Quan va retornar va iniciar el setge de Zarandj. La lluita va durar vuit mesos i no va aconseguir cap avantatge decisiva per cap de les dues parts mentre la ciutat estava gairebé destruïda; els caps religiosos van intervenir i van imposar una partició del poder. Rukn al-Din va rebre el Sistan a l'oest del riu Helmand i Nasir al-Din va conservar els territoris a l'est. No gaire després Nasir al-Din va reprendre la guerra i Rukn al-Din va respondre atacant Uq i Zirih. Nasir al-Din va morir vers 1318. Rukn al-Din havia estat ferit greu i no va poder aprofitar la mort del seu pare per ocupar Zarandj i això va permetre al seu germà Nusrat al-Din Muhammad aprofitar la situació i agafar el control de la capital.
Rukn al-Din Mahmud, això no obstant, tenia molt de suport per tot el Sistan i va continuar la guerra; altre cop van intervenir els caps religiosos que van imposar un acord pel qual Rukn al-Din conservava el Sistan occidental mentre Nusrat al-Din era reconegut com a malik a la part oriental i un tercer germà, Shams al-Din Ali, va rebre la ciutat d'Uq.
Va governar uns anys. Havia mort ja el 1330 i el va succeir el seu fill Malik Qutb al-Din Muhammad que després va ser proclamat a la part oriental i va reunificar l'essencial dels territoris mihrabànides.